# 403 v.Chr.
Het jaar 403 v.Chr. is een jaartal volgens de christelijke jaartelling.

## Gebeurtenissen

### Griekenland
- Thrasybulus organiseert het verzet tegen de Dertig Tirannen en bezet de haven van Piraeus.
- In Athene wordt de democratie hersteld, bij hervormingen wordt de juryrechtspraak ingevoerd.
- De Atheense staat wordt overgenomen door redenaars die de volksvergaderingen beheersen.
- Critias wordt in een gevecht met de democraten gedood.
- Eukleides wordt benoemd tot archont van Athene. Hij voert het Ionische alfabet in en een codex met de wetten van Solon.

### China
- De sterke staat Jin valt uiteen in drie staten: Wei, Zhao en Han. Dit wordt gezien als het begin van de Periode van de Strijdende Staten.

## Overleden
- Critias (~460 v.Chr. - ~403 v.Chr.), Atheens staatsman en leider van de Dertig Tirannen (57)